# Жан II (маркграф Намюра)
Жан II Намюрский (фр. Jean II de Namur; 1311 — 2 апреля 1335) — маркграф Намюра с 1330 года. Старший сын маркграфа Намюра Жана I и Марии д’Артуа.

## Биография
Жан II стал маркграфом Намюра 26 января 1330 года после смерти отца. 1 июля того же года он модернизировал таможенное законодательство, судебную и административную систему города Слёйс.
11 мая 1332 года Жан присоединился к союзу нескольких правителей нидерландских земель против герцога Брабанта Жана III, но посредничество короля Франции Филиппа VI предотвратило войну.
Жан умер 2 апреля 1335 года. Так как он не имел законных детей, ему наследовал младший брат Ги II.

## Семья и дети
Жан II не был женат, но он имел незаконнорождённого сына Филиппа, который погиб в 1380 году во время обороны Дендермонде.